# Paractis subfusca
Paractis subfusca is een zeeanemonensoort uit de familie Actiniidae. De anemoon komt uit het geslacht Paractis. Paractis subfusca werd in 1834 voor het eerst wetenschappelijk beschreven door Hemprich & Ehrenberg. 